# Patricia Snell
Patricia Snell (verheiratete Patricia Crum; * 30. Juni 1927 in Leamington, Ontario; † 24. Juli 2021) war eine kanadische Opernsängerin (Sopran).

## Leben
Snell studierte am Royal Conservatory of Music in Toronto. Sie beteiligte sich 1949 an der Opera Backstage, einer von Herman Geiger-Torel gegründeten Gruppe von Musikern mit den Sängern Mary Morrison, Joanne Ivey, Ernest Adams und Andrew MacMillan, dem Pianisten und Dirigenten George Crum und dem Manager Walter Homburger, mit der er Auszüge aus Opern in Westkanada aufführte. 1951 heiratete sie George Crum.
Bis 1960 war Snell Mitglied der Canadian Opera Company. Hier sang sie u. a. die Fiordiligi in Così fan tutte (1953), die Gilda in Rigoletto (1954), die Violetta in La traviata (1955), die Donna Elvira in Don Giovanni (1956) und die Rosina in Der Barbier von Sevilla (1959).